# 八丁目
八丁目（はっちょうめ）は、埼玉県春日部市の町丁。現行行政地名は八丁目のみ。丁番の設定のない単独町名である。住居表示未実施地区。郵便番号は344-0006。

## 地理
埼玉県の東部地域で、春日部市北部の利根川（大落古利根川）が造り出した沖積平野（中川低地）に位置する、埼玉県道320号西宝珠花春日部線に沿って北東から南西にかけて細長い区域を持つ地区である。南部の大落古利根川流域を中心に自然堤防の微高地に位置するが、多くは後背湿地や氾濫平野に位置する。
東側で樋籠や樋堀、南側で粕壁東や粕壁、西側で梅田や小渕、北側で不動院野や立野や上柳と隣接する。また、北側では北葛飾郡杉戸町大塚とも隣接する。
旧倉松落を境に南側は市街化区域、北側は市街化調整区域に指定されている。市街化区域内の南側は粕壁宿に近く、日光街道（旧日光街道）も通っており、古くから栄えていた地域で「新町」とも呼ばれていた旧幸松村の中心市街地である。主に第一種住居地域に指定され、国道4号（日光街道）などの通り沿いは第二種住居地域や準住居地域に指定された戸建ての住宅地である。県道惣新田春日部線（旧日光街道）沿線は近隣商業地域である。
市街化調整区域内は主に田園地帯で、北部で散居集落的な景観（散居村）が見られる。

### 河川
- 庄内古川（中川）
- 四ヶ村落
- 安戸落悪水路
- 倉松川
- 向島排水路
- 旧倉松落（通称、幸松川）
- 南側用水路（通称、幸松川）
- 大落古利根川

### 地価
住宅地の地価は、2024年（令和6年）の公示地価によれば、八丁目529番地7の地点で10万0,000円/m2となっている。

## 歴史
もとは江戸期より存在した下総国葛飾郡幸手領に属する八丁目村であった。寛永年間（1624年〜1645年）頃に武蔵国葛飾郡に属されたと思われる。古くは田宮荘の内にあったと云う。村民の筑前という人物が開拓し、元和年間の頃には若狭という人物も開拓したと云われている。
村高は正保年間の『武蔵田園簿』では443石余（田160石余、畑282石余）、『元禄郷帳』によると467石余、『天保郷帳』によると474石余であった。助郷は日光街道粕壁宿に出役していた。化政期の戸数は120軒で、村の規模は東西4町余、南北29町余であった。地名の由来は新補地頭の給田である「八町免」から転じたと云われている。
- はじめは幕府領、1699年（元禄12年）より幕府領の一部の知行が旗本酒井氏となる[5]。
- 幕末の時点では武蔵国葛飾郡に属し、明治初年の『旧高旧領取調帳』の記載によると、代官・小笠原甫三郎支配所が管轄する幕府領、および旗本酒井安房守の知行であった[11]。
- 1868年（慶応4年）6月19日  - 代官支配地が下総知県事・佐々布直武（熊本藩士）の管轄となる。
- 1869年（明治2年）1月13日 - 下総知県事・水筑竜の管轄区域に葛飾県[11]を設置（葛飾郡も参照）。県庁は葛飾郡加村字坂之下に置かれる。
- 1871年（明治4年）11月13日 - 第1次府県統合により武蔵国葛飾郡のうち大場川および小合溜井以北の区域が埼玉県の管轄となる。
- 1879年（明治12年）3月17日 - 郡区町村編制法により成立した北葛飾郡に属す。郡役所は杉戸宿に設置。
- 1889年（明治22年）4月1日 - 町村制施行に伴い、八丁目村、小淵村、不動院野村、樋籠村、新川村、樋堀村、牛島村が合併し、北葛飾郡幸松村が成立[12]。八丁目村は幸松村の大字八丁目となる。
- 1891年（明治24年） - 地内を流れる倉松川（現、旧倉松落）に煉瓦造りの倉松落大口逆除が建設される（詳細は当該記事を参照）。
- 1940年（昭和15年） - 倉松落の排水不良を改善するため、1933年（昭和8年）に着手された新倉松川（現倉松川）の河川改修が完了し、流路が付け替えられる[13]。従来の流路は旧倉松落（通称、幸松川）となる。
- 1947年（昭和22年）9月 - カスリーン台風の襲来により、地内が大きな被害を受ける[5]。
- 1952年（昭和27年） - 地内の国道4号（日光街道）が粕壁宿を通らない現在の経路に付け替えられ、開通する[8]。旧道は現在の県道さいたま春日部線（春日部大通り）および県道惣新田春日部線の一部。
- 1954年（昭和29年）7月1日 - 南埼玉郡春日部町、豊春村、武里村、北葛飾郡豊野村と合併し、市制を施行して春日部市となる[14][15]。春日部市の大字となる。
- 1958年（昭和33年）1月8日 - 地内に春日部市立幸松小学校が大字樋籠より移転する。
- 1961年（昭和36年）4月 - 地内の仲蔵院の境内地内に小鳩保育園が開設される[16]（1979年4月現在地に移転）。
- 1975年（昭和50年）4月30日 - 地内に春日部野田バイパスが暫定2車線で供用を開始する。
- 1978年（昭和53年）4月 - 地内に埼玉県立春日部養護学校（現、埼玉県立春日部特別支援学校）が設立される。
- 1983年（昭和58年） - 地内に埼葛広域農道が開通する。
- 1984年（昭和59年）11月 - 地区南端を流れる大落古利根川に古利根公園橋が架設される。
- 2005年（平成17年）10月1日 - 春日部市が北葛飾郡庄和町と合併し、新たな春日部市が発足、同時に住所標記の簡略化のため市内の大字が廃止され[17]、大字八丁目は丁番の設定のない八丁目となる[18]。
- 2006年（平成18年）6月 - 地内の国道16号直下に地下放水路の首都圏外郭放水路が完成する。ただし地内にはその付帯施設（吞口など）はない。
- 2019年（令和元年）10月25日 - JA南彩幸松支店が豊野支店と統合され廃止される。3日後の10月28日にその跡地にJA南彩春日部東支店が開業する（詳細および出典は当該記事を参照）。

### 存在していた小字
- 前・浦・新田・樋堀[19]

## 世帯数と人口
2024年（令和6年）1月1日現在の世帯数と人口は以下の通りである
| 丁目   | 世帯数    | 人口    |
| ------ | --------- | ------- |
| 八丁目 | 1,936世帯 | 4,106人 |

## 小・中学校の学区
市立小・中学校に通う場合、学区は以下の通りとなる。
| 丁目   | 番地 | 小学校               | 中学校             |
| ------ | ---- | -------------------- | ------------------ |
| 八丁目 | 全域 | 春日部市立幸松小学校 | 春日部市立東中学校 |

## 交通
地内に鉄道は敷設されていない。最寄り駅は東武鉄道春日部駅で、八丁目529番地7の地点より1,100 m離れている。

### 道路
- 国道4号（日光街道）
- 国道16号（春日部野田バイパス）
- 埼葛広域農道
- 埼玉県道2号さいたま春日部線支線
- 埼玉県道319号惣新田春日部線
- 埼玉県道320号西宝珠花春日部線

### バス
地内に路線バスの路線は設定されていない。
- 春日部市コミュニティバス「春バス」

粕壁 - 幸松地区ルート
地内に「古利根公園橋」・「八丁目山中集会所」停留所が設置されている。以前は小渕団地からイオンモール春日部方面へのルートが設定され、「八丁目五丁田」・「粛正橋」停留所も設置されていたが、2024年1月3日限りで上記停留所の廃止およびルートが変更され、イオンモール春日部方面へは行かなくなった（詳細は当該項目を参照）。

## 地域

### 寺社・史跡
- 仲蔵院
- 東福寺
- 八坂香取稲荷合社
- 向島稲荷神社
- 倉松落大口逆除（通称めがね橋） - 土木学会選奨土木遺産・近代化産業遺産・埼玉県指定文化財

### 公園・緑地
- 旧倉松公園（近隣公園）
- 倉松公園（街区公園） - 旧倉松落（幸松川）流域に所在
- 八丁目第1公園（街区公園）
- 八丁目第2公園（街区公園）
- 八丁目第3公園（街区公園）
- 八丁目上組公園（街区公園）
- 八丁目ちびっこ広場
- 八丁目第3ちびっこ広場
- 古利根公園橋（一部） - 橋上公園

### 施設
- 春日部市立幸松小学校
- 埼玉県立春日部特別支援学校
- 小鳩保育園
- JA南彩春日部東支店（旧幸松支店）
- 東京電力パワーグリッド幸松変電所
- 新田自治会館
- 八丁目山中集会所
- 向島地区集会所
- 五丁田集会所相思館（八丁目1810−1）
- 幸手領第五揚水機場

### 過去の施設
- JA南彩幸松支店（農協幸松支所） - 同じ場所にJA南彩春日部東支店がある。